# Sean Beavan
Sean Beavan (Cleveland, 16 gennaio 1962) è un musicista e produttore discografico statunitense, molto noto per i suoi lavori con Marilyn Manson, Nine Inch Nails e God Lives Underwater. Il suo tipico sound è contraddistinto da chitarre estremamente distorte ed influenze industrial, ma ha dimostrato di essere un produttore artistico molto eclettico, lavorando anche con band come Slayer, System of a Down ed addirittura No Doubt.

## Biografia e carriera
Beavan ha iniziato la sua carriera come musicista e tecnico del suono nella sua città, Cleveland, lavorando al The Right Track Studio.
Lì conobbe Trent Reznor, che gli chiese di mixare il demo che sarebbe poi diventato Pretty Hate Machine. Da lì in poi Beavan diventò un componente fisso dei Nine Inch Nails, pur non comparendo mai nella formazione ufficiale. Beavan seguì tutte le avventure di Reznor, lavorando a The Downward Spiral ed a tutti gli album dei Marilyn Manson (eccetto Holy Wood e The Golden Age of Grotesque). Ha inoltre prodotto album dei God Lives Underwater.
Oltre a queste esperienze nella scena industrial rock, Beavan ha prodotto album di band molto diverse, come Guns N' Roses, System of a Down, Depeche Mode, No Doubt, Slayer, Kill Hannah, P.O.D., Tommy Stinson, Chronic Future ed altre.
Attualmente fa parte, insieme alla moglie Juliette Beavan, della band 8mm.